# Шёпп, Элинор
Элино́р Шёпп (нем. Elinore Schöpp; род. 1967) — немецкая кёрлингистка.

## Достижения
- Чемпионат мира по кёрлингу среди женщин: серебро (1986, 1987).
- Чемпионат Европы по кёрлингу: золото (1986), бронза (1980).

## Команды
| Сезон   | Четвёртый   | Третий        | Второй           | Первый        | Турниры           |
| ------- | ----------- | ------------- | ---------------- | ------------- | ----------------- |
| 1980—81 | Андреа Шёпп | Элинор Шёпп   | Anneliese Diemer | Моника Вагнер | ЧЕ 1980           |
| 1983—84 | Андреа Шёпп | Моника Вагнер | Anneliese Diemer | Элинор Шёпп   | ЧЕ 1983 (7 место) |
| 1984—85 | Андреа Шёпп | Моника Вагнер | Кристина Йенч    | Элинор Шёпп   | ЧМ 1985 (5 место) |
| 1985—86 | Андреа Шёпп | Моника Вагнер | Стефани Майр     | Элинор Шёпп   | ЧМ 1986           |
| 1986—87 | Андреа Шёпп | Альмут Хеге   | Моника Вагнер    | Элинор Шёпп   | ЧЕ 1986 · ЧМ 1987 |

(скипы выделены полужирным шрифтом)